# Henrik Borgström
Ej att förväxla med Henrik Borgström den yngre (1830-1865) eller ekonomijournalisten Henric Borgström (född 1942).

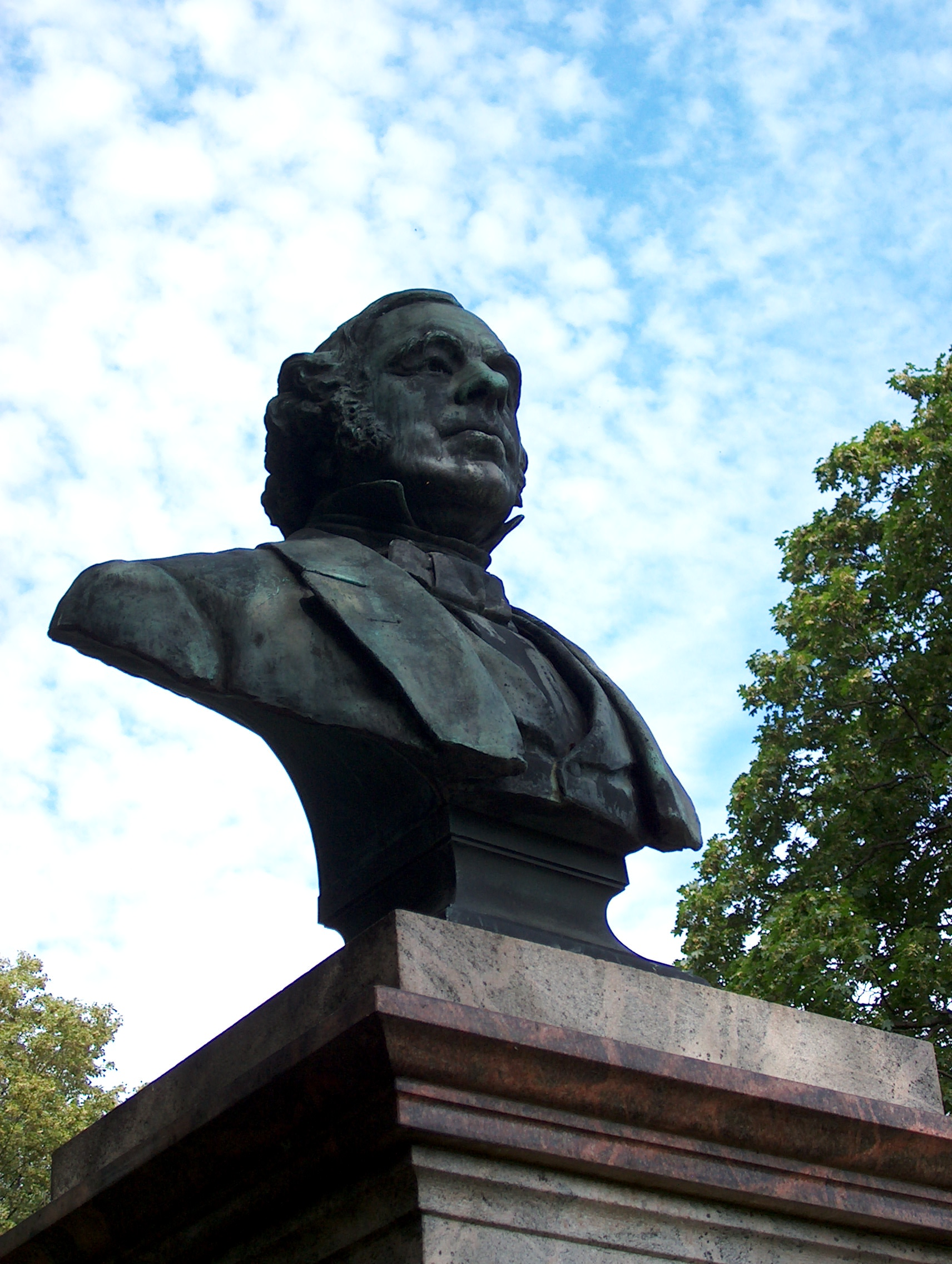
Henrik Borgström, byst av Walter Runeberg i Helsingfors.

Henrik Borgström, född 26 april 1799 i Lovisa, död 30 juni 1883 i Helsingfors, var en finländsk köpman och mecenat.  Han var far till Henrik och Leonard Borgström.
Borgström hade till en början ingen förmögenhet och inga relationer, men grundlade 1825 i Helsingfors ett handelshus, som snart blev ett av de största i Finland. År 1834 grundlade han en tobaksfabrik. Han anlitades ofta för offentliga utredningar rörande ekonomiska frågor.
Borgström var en varm vän av vetenskap och konst och stod i nära förhållande till många bland Finlands mest framstående forskare, konstnärer och politiker. Han gav frikostiga understöd åt allmännyttiga företag. Helsingfors har i främsta rummet honom att tacka för sina två förnämsta parkanläggningar, Brunnsparken och Tölö park.